# Rift del Nilo Bianco

Rifts in Sudan e Kenya

Il Rift del Nilo Bianco è uno dei molti rift della parte centrale del Sudan del Sud, orientati in direzione nordovest e terminanti nella cesura dell'Africa centrale. 

## Caratteristiche
Il rift è una struttura del Cretacico/Cenozoico che presenta caratteristiche tettoniche simili al rift del Sudan del Sud, al rift del Nilo Azzurro e al rift di Atbara.
Questi rift hanno un trend simile e terminano in una linea posta alla loro estremità nordoccidentale. Probabilmente questa linea è un'estensione della cesura dell'Africa centrale attraverso il Sudan.
Il rift è formato dall'unione del graben Umm Rubaba, che si estende in direzione nordovest, con il graben del Nilo Bianco, che si estende in direzione nord e nordovest. 
Il bacino è riempito di sedimenti e rocce magmatiche e attira l'interesse per l'esplorazione petrolifera e del gas.
I bacini del rift appaiono idrologicamente chiusi, senza trasferimenti laterali di acqua.
Una teoria ritiene che l'attuale Nilo Bianco si sia sviluppato non più di 12.500 anni fa, quando i bacini si riempirono mettendo in comunicazione tra di loro i fiumi.